# Белгосстрах
Белгосстрах (полное название Белорусское республиканское унитарное страховое предприятие «Белгосстрах») — универсальная страховая организация в Белоруссии. Белгосстрах полностью принадлежит белорусскому государству.
На основании данных отчетности за 2020 год Белгосстрах сообщил об увеличении прибыли до 55 млн руб. в 2020 году с 10 млн руб. в 2019 году.

## Собственники и руководство
Собственником предприятия является Министерство финансов Республики Беларусь.
Генеральный директор — Якубицкий Сергей Леонидович.
Первый заместитель генерального директора — Костеневич Иван Валерьевич.
Заместители генерального директора — Лавренов Юрий Игоревич, Милюша Алла Владимировна, Орещенко Юлия Геннадьевна.